# Schlirbech
Schlirbech är ett vattendrag i Luxemburg.   Det ligger i distriktet Diekirch, i den nordvästra delen av landet, 30 kilometer norr om huvudstaden Luxemburg.
I omgivningarna runt Schlirbech växer i huvudsak blandskog. Runt Schlirbech är det ganska tätbefolkat, med 248 invånare per kvadratkilometer.